# 舍夫琴卡 (恰普林卡區)
46°29′41″N 33°42′55″E / 46.49472°N 33.71528°E
舍夫琴卡（烏克蘭語：Шевченка）是位於烏克蘭南部的村莊，由赫爾松州卡霍夫卡區的赫雷斯蒂夫卡市鎮負責管轄。該村始建於1905年，面積35平方公里，海拔高度35米，2001年人口855，人口密度每平方公里24.4人。